# Thomas Binn Missbrauch
Thomas Binn ist ein ehemaliger Sozialpädagoge und Filmemacher aus Kevelaer, Nordrhein-Westfalen. Er wurde aufgrund sexuellen Missbrauchs von Kindern vor Gericht gestellt und verurteilt.

## Frühes Leben und Karriere
Thomas Binn begann sein Berufsleben als Kachel- und Luftheizungsbauer. 2004 schloss er sein Studium in den Niederlanden als Diplom-Sozialpädagoge mit dem Schwerpunkt Audiovisuelle Medien ab. Seit 2003 war er als freier Autor, Filmemacher und Fotograf tätig. Binn engagierte sich regelmäßig als freier Pädagoge in Projekten an Grundschulen, unter anderem im Rahmen der Langzeitdokumentation Ich Du Inklusion an einer Grundschule in Uedem. Nach eigener Einschätzung hätte er die Erlaubnis zur Anfertigung der Dokumentation nicht erhalten, wenn er nicht zuvor eng mit dem Schulleiter in einem Jungenprojekt an der Schule kooperiert hätte.

## Strafverfahren
Im Februar 2020 begann vor dem Landgericht Kleve ein Prozess gegen Binn, der sich wegen sexuellen Missbrauchs von Kindern verantworten musste. Der Angeklagte bekannte sich in insgesamt 52 Fällen schuldig, darunter 11 Fälle schweren sexuellen Missbrauchs und fünf versuchte sexuelle Übergriffe. Der Tatzeitraum erstreckte sich von 1998 bis 2002, wobei die Opfer sowohl sein Neffe als auch Kinder waren, die an von ihm organisierten Ferienfreizeiten teilnahmen.
Darüber hinaus wurden bei einer Durchsuchung seiner Wohnung 27 kinderpornografische Bilder gefunden. Der Prozess wurde vor der Jugendschutzkammer des Landgerichts Kleve geführt.

## Urteil und Folgen
Binn wurde zu einer Freiheitsstrafe von 3 Jahren und 9 Monaten verurteilt. Zwei Opferfamilien wurden jeweils 1.000 Euro Schmerzensgeld zugesprochen.
Als Reaktion auf den Fall ließ der Kreis Kleve eine Imagebroschüre einziehen und vernichten, da sie Fotos enthielt, die von Binn stammten, um das Vertrauen der Öffentlichkeit in die Region zu wahren.

## Rezeption
Der Fall führte zu erhöhter Aufmerksamkeit in der Region und unterstrich die Notwendigkeit, bei der Auswahl von Personen für Projekte mit Kindern und Jugendlichen sorgfältig vorzugehen, um potenzielle Risiken frühzeitig zu erkennen.